# Apsces
Apsces je lokalizirana gnojna upala koja se može razviti u potkožnom tkivu, ali i u dubokim tkivima i organima. Apsces potkožnog tkiva manifestira se lokalnim znacima upale crvenilo (rubor), oteklina (tumor), toplina (calor) i bol (dolor) i izraženim fenomenom zvanim fluktuacija.
Uzročnik je najčešće Staphylococcus aureus otporan na penicilin G.

## Liječenje
incizija, drenaža, antibiotici

## Vanjske poveznice
|  | Zajednički poslužitelj ima još gradiva o temi Apsces |

|  | Molimo pročitajte upozorenje o korištenju medicinskih informacija. Ne provodite liječenje bez savjetovanja s liječnikom! |